# André Parrot
André Parrot (Désandans, 15 de febrer de 1901 - París, 24 agost de 1980, París) va ser un arqueòleg francès especialitzat en l'Antic Orient Pròxim. Va estar al càrrec de diverses excavacions al Líban, l'Iraq i Síria, i el seu treball més conegut va ser el realitzat a la ciutat de Mari, Síria, on va dirigir unes importants excavacions entre els anys 1935 a 1975.

## Biografia
Parrot va néixer el 1901 a Désandans al departament francès de Doubs. Va ser nomenat conservador en cap del Museu Nacional el 1946, i es va convertir en director del Museu del Louvre de 1958 a 1962. Fou comandant de la Legió d'Honor i membre de l'Académie des inscriptions et belles-lettres. Es va casar amb Marie-Louise Girod el 1960, i va morir a París el 1980.

## Obres literàries
Alguns dels seus llibres són considerats clàssics de l'Assiriologia.
- Mari, une ville perdue, 1936.
- Archéologie mésopotamienne, 1946-53.
- Sumer, 1960.
- Assur, 1961.
- Abraham et son temps, 1962.
- Le Trésor d'Ur, 1968.
- L'Art de Sumer, 1970.
- Les fouilles de Mari, 1970-71.
- Mari, capitale fabuloise, 1974.
- L'archéologie, 1976.
- L'aventure archéologique, 1979.